# معهد دواجن الوطنية للتقنية
معهد دواجن الوطنية للتقنية مشروع مشترك بين دواجن الوطنية والمؤسسة العامة للتدريب التقني والمهني، المقر الرئيسي للمعهد في القصيم. أنشئ المعهد بمبدأ التعليم غير الربحي، حيث يتكفل صندوق تنمية الموارد البشرية السعودي بكامل مصاريف الدراسة في المعهد. يتركز مجال عمل المعهد دراسة صناعة الدواجن. أُلفت المناهج التخصصية في المعهد بواسطة خبراء صناعة الدواجن بالتعاون مع شركة كوب الأمريكية.

## مراحل الدراسة
تشتمل الدراسة في المعهد في السنة الأولى على دورة مكثفة في اللغة الإنجليزية، ومواد الإعداد العام، والمهارات الأساسية في صناعة الدواجن. أما السنة الثانية فيحصل المتدرب على تدريب نظري وعملي مكثف على تقنيات تربية وتصنيع الدواجن المختلفة، ثم يقضي مدة لا تقل عن شهرين قبل التخرج في التدريب على رأس العمل في الشركة التي ينتمي لها.

## التخصصات
تشمل تخصصات المعهد على ثلاثة فروع: تربية دواجن، تصنيع غذائي، صيانة.

## وصلات خارجية
- موقع المعهد الرسمي